# Pantographa expansalis
Pantographa expansalis is een vlinder van de familie van de grasmotten (Crambidae). De wetenschappelijke naam van deze soort is voor het eerst voorgesteld als Botys expansalis door Julius Lederer in een publicatie uit 1863.
De soort komt voor in Honduras, Costa Rica en Panama.